# Ferrari Colombo (двигун)
Ferrari Colombo — карбюраторний з водяним охолодженням двигун конфігурації V12 (60°) проекту Джоаккіно Коломбо, що випускався у багатьох версіях італійською компанією Ferrari у період 1947—1988 років. Для виробника це був перший власний двигун, і він значно пережив свого наступника Lampredi V12  (останній двигун Lampredi був виготовлений у 1959 році).
Конструктор Джоаккіно Коломбо, який до того розробляв Alfa Romeo для Енцо Феррарі, коли той був гонщиком, розмістив центри отворів циліндрів у блоці на відстані 90 мм один від одного, що дозволило значно розширити потенціальні можливості двигуна. Робочий об'єм двигуна варіювався від мініатюрних 1497 кубічних сантиметрів, які були представлені на перегоновому автомобілі 125 S, до 4943 кубічних сантиметрів у 412i 1986 року. Значні оновлення були зроблені у 1963 році для 330 серії, де було продемонстровано перероблений блок із збільшеним до 94 мм, інтервалом між отворами циліндрів
Енцо Феррарі давно захоплювався двигунами V12 компаній Packard, Auto Union і Alfa Romeo, (де він довгий час працював), але його перший автомобіль, 1940 Auto Avio Costruzioni 815 мав рядний восьмициліндровий двигун, конструктивно похідний від двигуна компанії Fiat. Подальше удосконалення двигуна V12 Colombo тривала ще довго після того, як на зміну Д. Коломбо на посаду головного конструктора двигунів компанії прийшов Ауреліо Лампреді. Хоча двигун Lampredi V12 був справжнім досягненням для компанії, проте саме двигун Коломбо привів Ferrari до авангарду виробників високопродуктивних автомобілів у 1950-х і 1960-х роках.

## 125-та модель

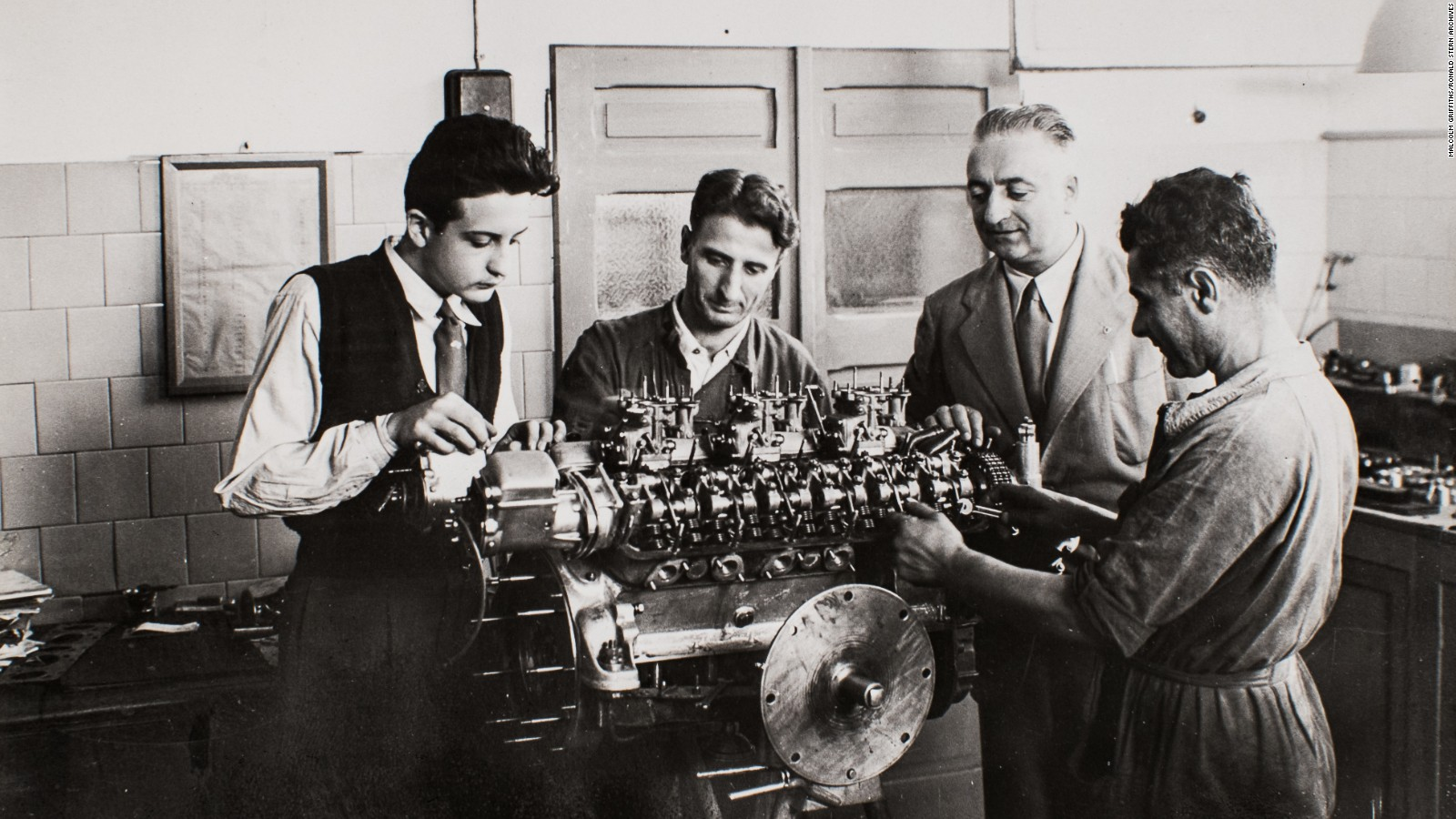
Енцо Феррарі and та його підрозділ розробки двигунів у роботі над версією двигуна 125 S (1947)

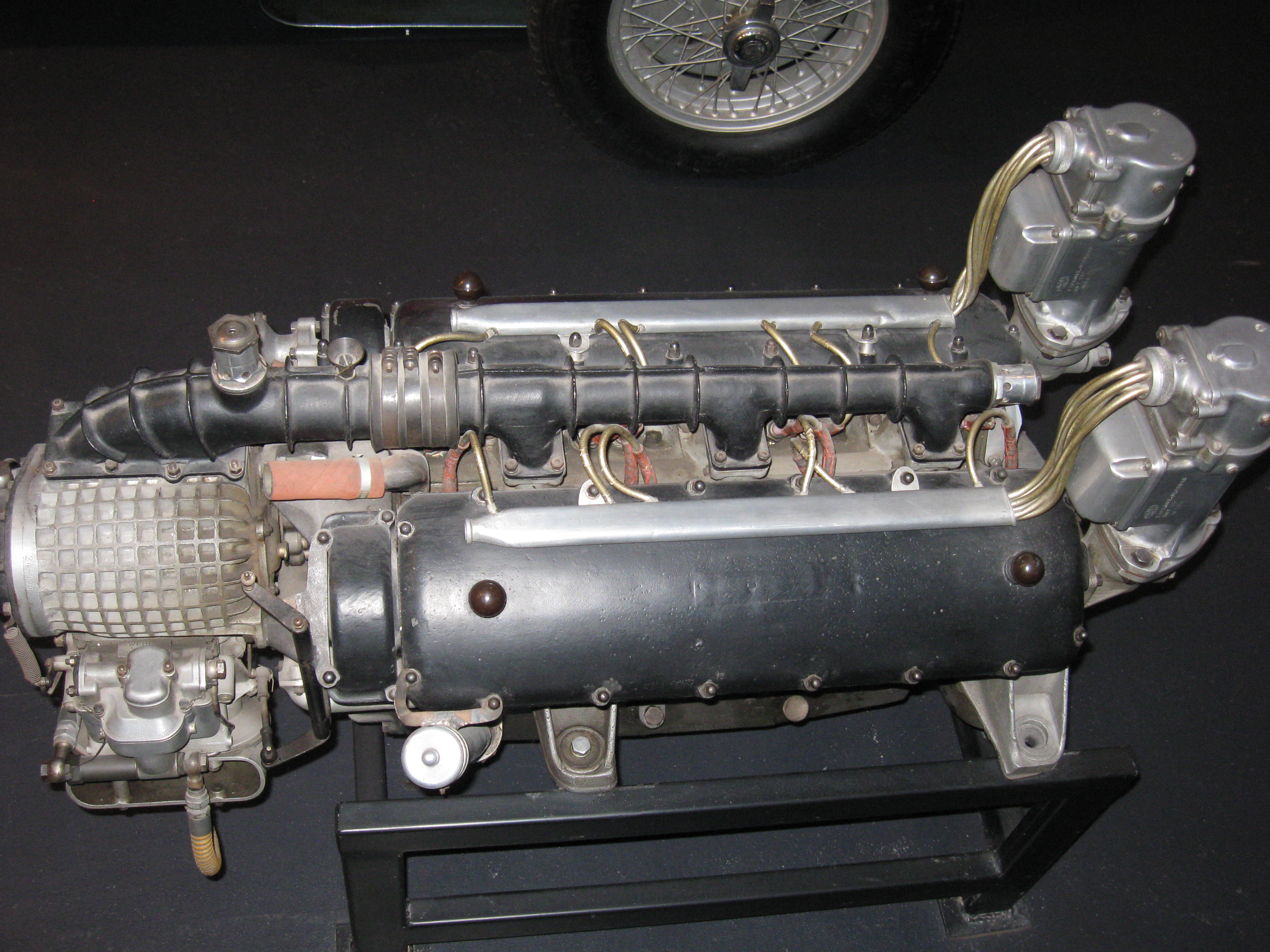
Двигун V12, встановлений на 125 F1 (рання версія)

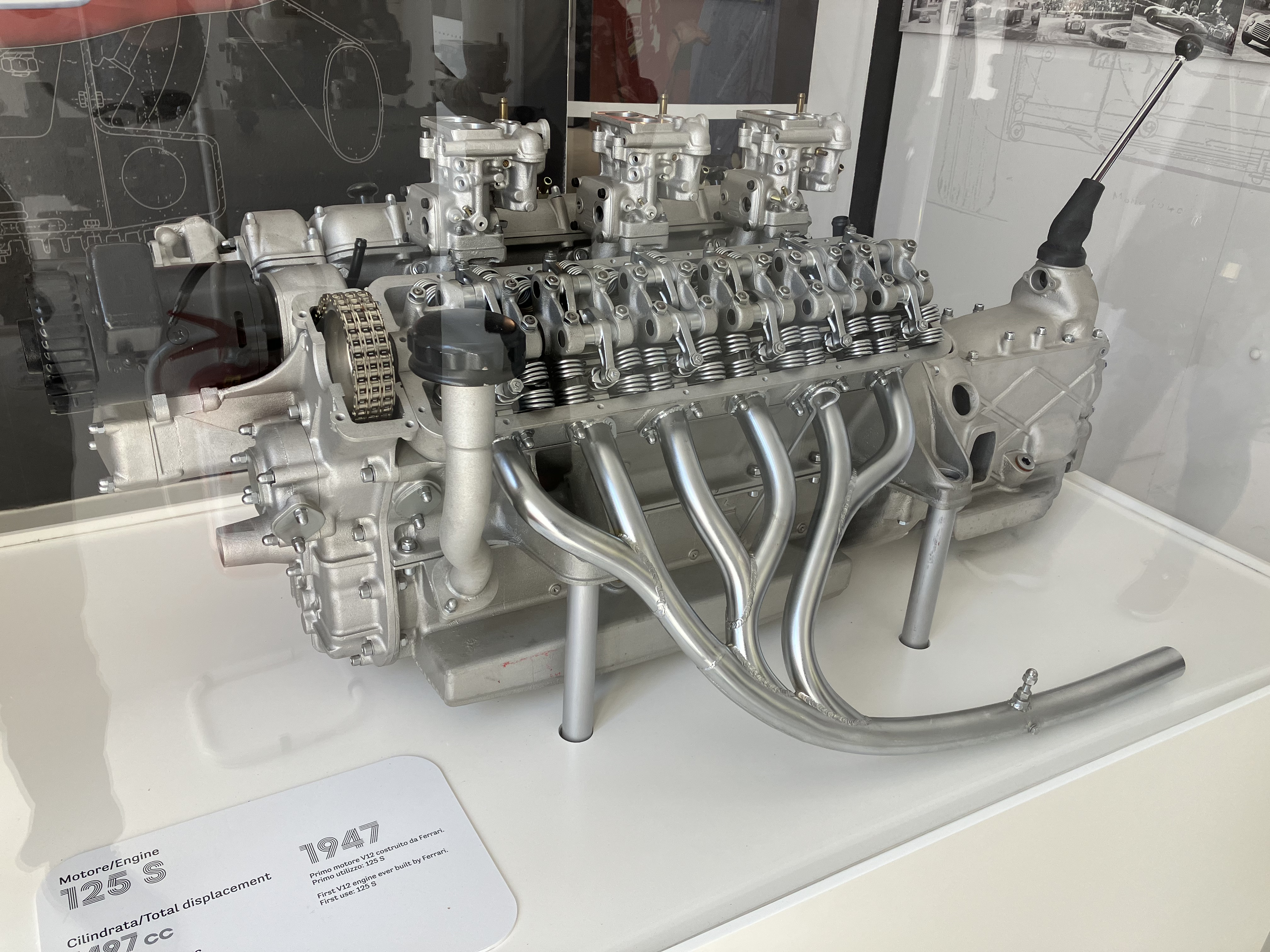
Двигун 125 S у Музеї Енцо Феррарі

Першим двигуном, розробленим у Ferrari, був V12 125 об'ємом 1496,77 см³, за проєктом Джоаккіно Коломбо і його помічників Джузеппе Буссо та Луїджі Баці. Назва двигуна збігалася з назвою автомобіля, якого він урухомлював — спортивного перегонового автомобіля Ferrari 125 S, де число у назві відповідало об'єму 124,73 см³ ≈ 125 см³ одного крихітного циліндра у шестициліндровому блоці. Компонування типу V12 (60°), SOHC передбачало використання одного розподільного вала на кожному з двох блоків циліндрів, було два клапани на циліндр і три карбюратори Weber 30DCF. Ступінь стиску 7,5:1 забезпечував потужність 116 к. с. (87 кВт) при 6800 об/хв. Вперше з'явившись 11 травня 1947 року, цей двигун дозволив компанії здобути шість перемог у 14 гонках того року.
Коломбо разом з Феррарі розробили двигун з урахуванням правил Формули-1 і представили його наступного року у першому боліді F1 компанії, 125 F1. Цього разу двигун було оснащено системою наддування, відповідно до вимог формули, він розвивав потужність 227 к.с. (169 кВт) при 7000 об/хв. Однак одноступінчастий нагнітач типу «Roots» був неспроможний забезпечити вироблення високої потужності, необхідної для конкуренції з потужними восьмициліндровими Alfa Romeo 158 і чотирициліндровими Maserati 4CLT. Тим не менше, кваліфіковане водіння та маневрене шасі дозволили компанії посісти третє місце в перших її перегонах, на Гран-прі Валентино 5 вересня 1948 року, і компанія продовжила брати участь у цих перегонах.
У 1949 році двигун був додатково модифікований встановленням двох розподільних валів верхнього розташування у головці блоку циліндрів (DOHC) (хоча все ще з двома клапанами на циліндр) та двоступеневого нагнітача. Це поєднання дало автомобілю кращі характеристики у топ-класі, а в результаті і потужність 276 к.с. (206 кВт), що забезпечила йому п'ять перемог у гран-прі. Розробка продовжилася наступного року, але від проблемних нагнітачів вирішено було відмовитись на користь двигуна з більшим робочим об'ємом і двигун 275 конструкції Лампреді замінив оригінальний двигун, створений Джоаккіно Коломбо.
Застосування:
- 1947 Ferrari 125 S — 116 к. с. (87 кВт)
- 1948 Ferrari 125 F1 — із одноступінчастим нагнітачем, 227 к. с. (169 кВт)
- 1949—1950 Ferrari 125 F1 — з двоступеневим нагнітачем, 276 к. с. (206 кВт).

## Хід поршня 58,8 мм

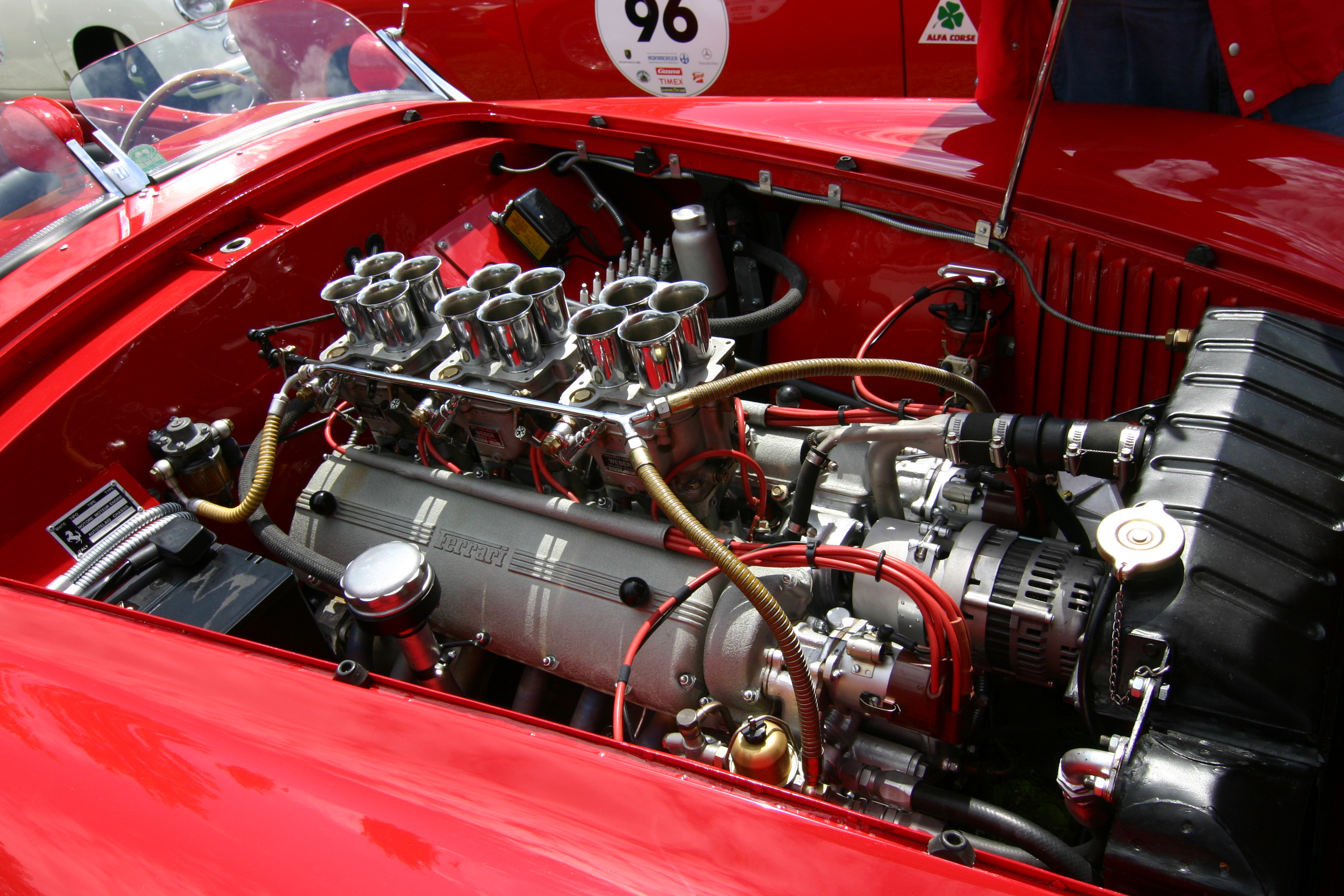
2,6-літровий двигун Ferrari 212

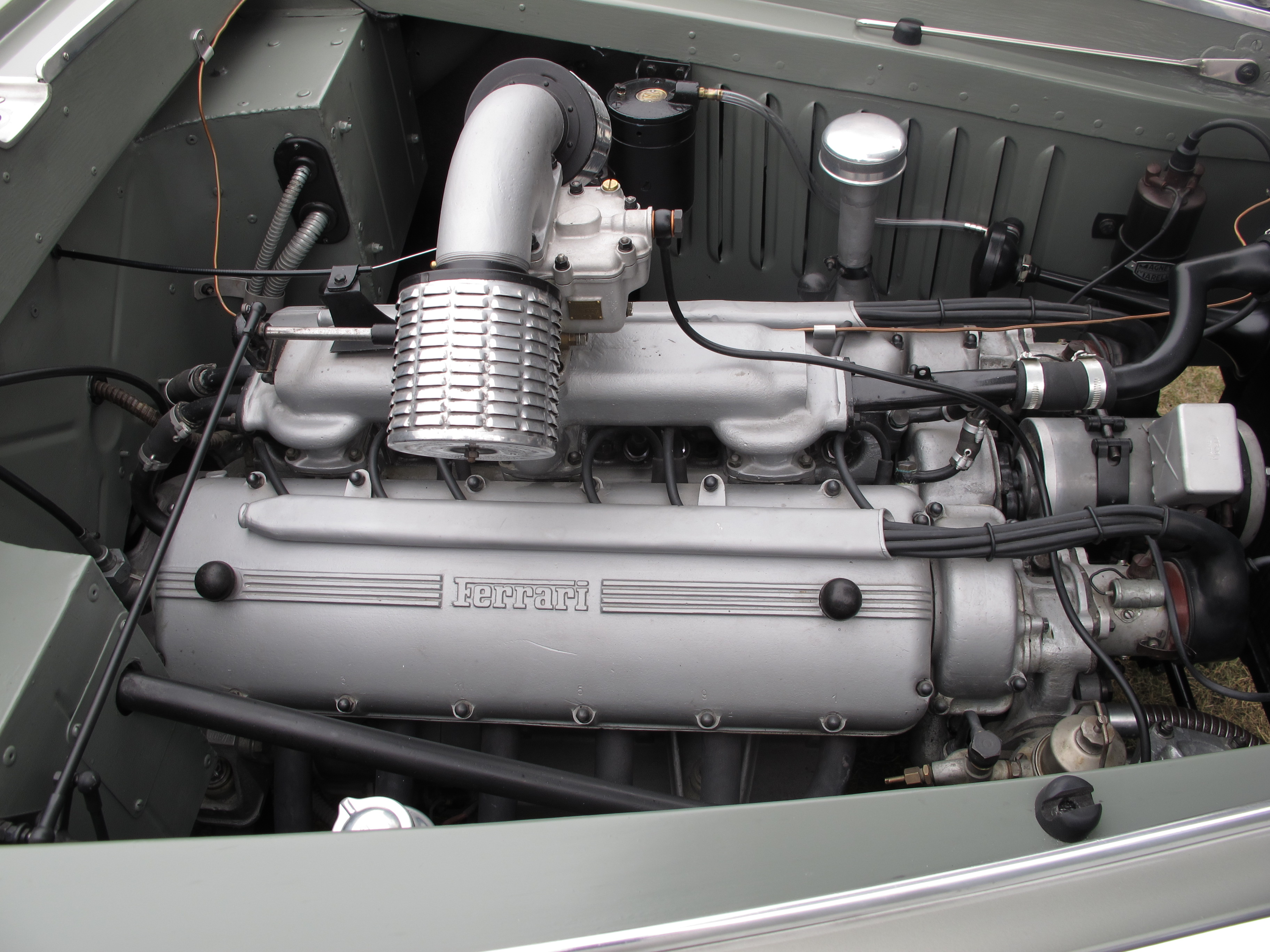
Ранні дорожні автомобілі в стандартній комплектації мали один карбюратор і колектор

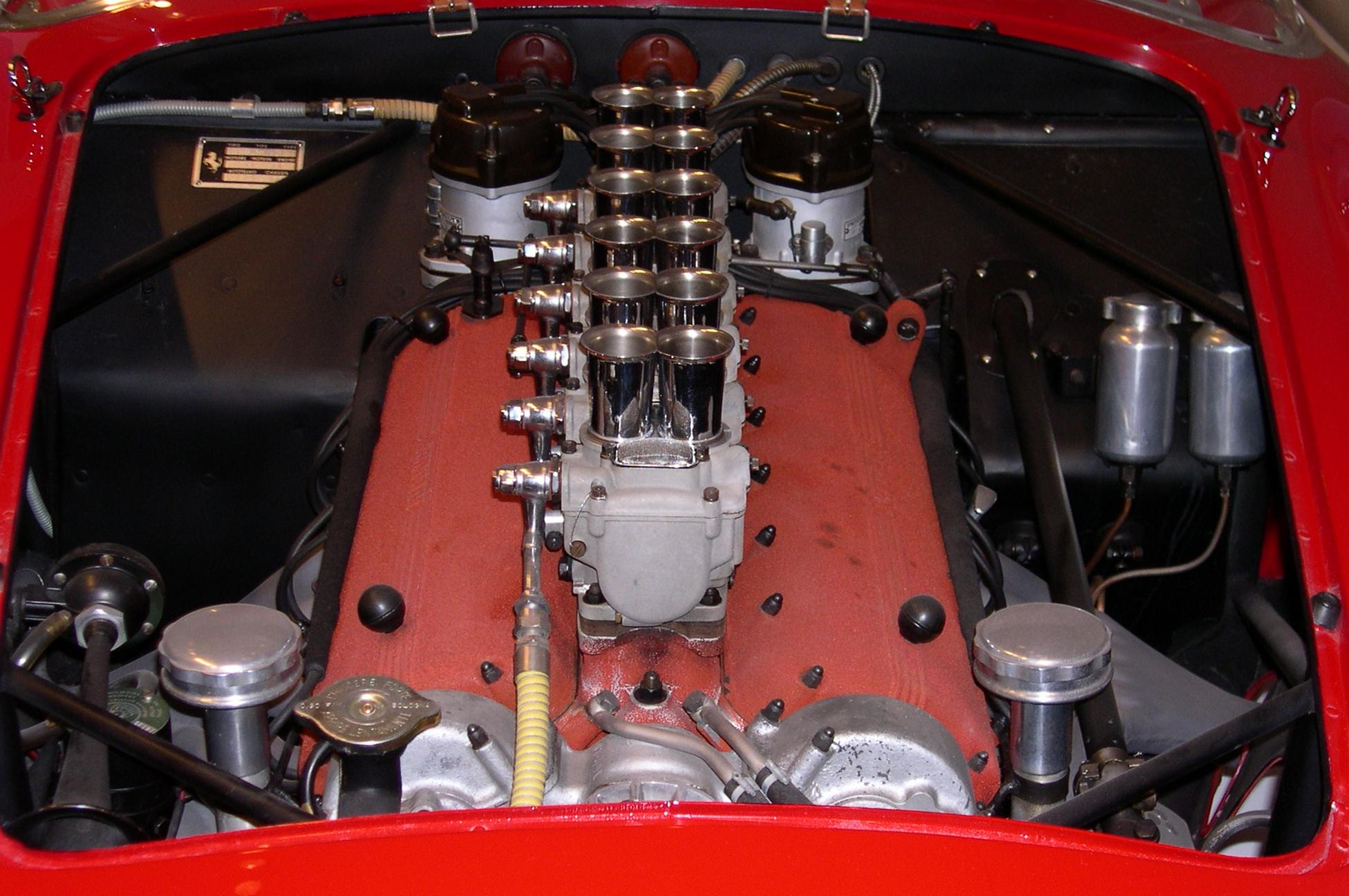
Двигун Colombo на 250TR (1958)

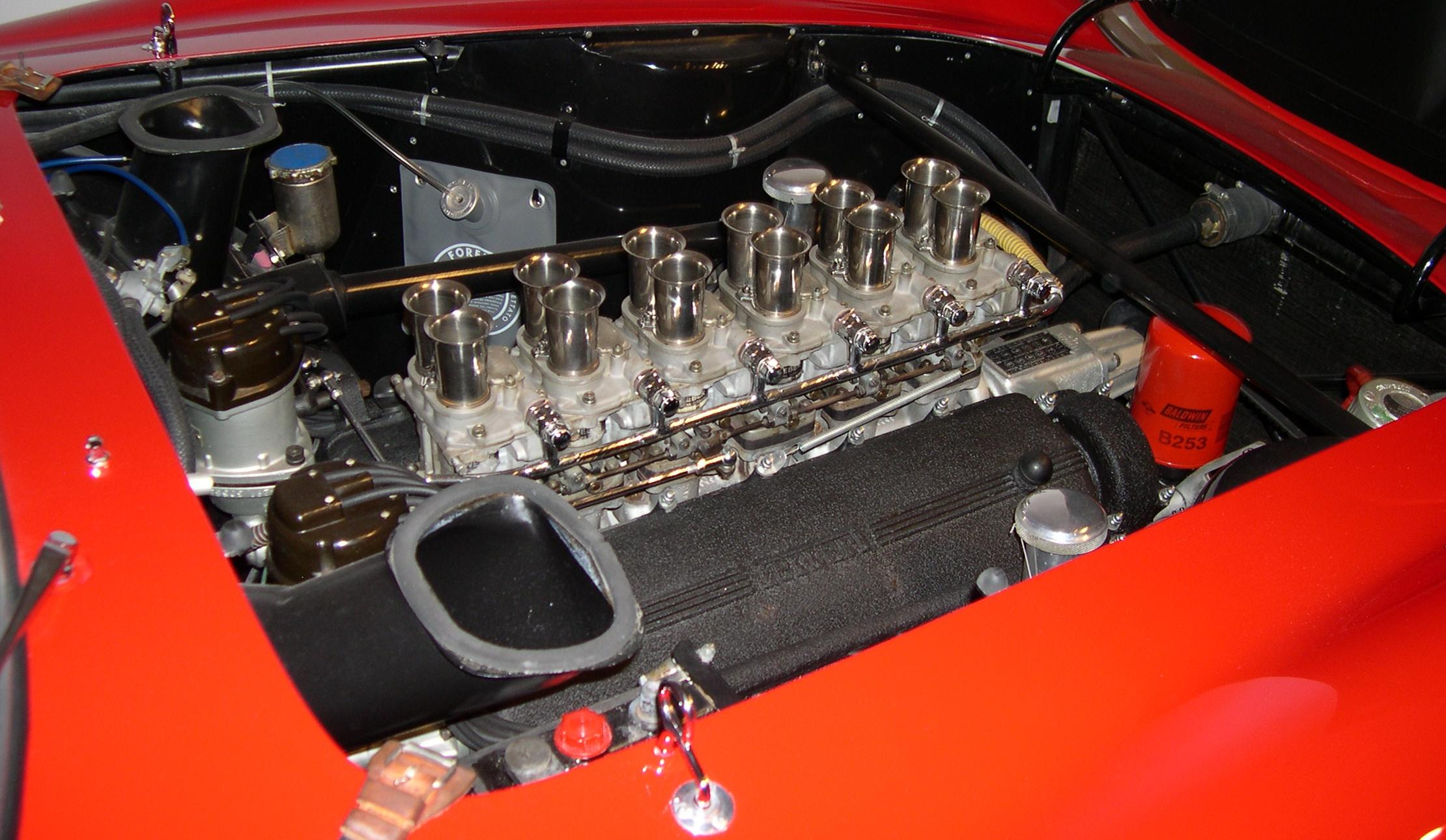
Двигун Colombo на 250 GTO (1962)

Ранні моделі автомобілів 166, 195, і 212 мали двигун Коломбо V12 з різними розмірними параметрами. Усі мали одинаковий хід поршня 58,8 мм при діаметрах циліндрів 60, 65 і 68 мм, що забезпечувало робочі об'єми 1995 см³ у 166, 2341 см³ у 195 і 2563 см³ у 212, відповідно. Потужність цієї лінійки двигунів відповідно була у діапазоні від 104 к. с. (77 кВт) до 163 к. с. (121 кВт).

### 250-та модель
Одним з найпоширеніших двигунів Colombo є 250-та модель, яка дебютувала у 1952 році на Ferrari 250 S і встановлювався до 1963 року на Ferrari 330 America. У двигуні використовувались поршні діаметром 73 мм із традиційним для двигуна Colombo ходом у 58,8 мм, що давало робочий об'єм 2953 см³.
Починаючи з відомого перегонового автомобіля Ferrari 250 Testa Rossa, компанія Ferrari започаткувала нову серію модифікації двигуна Colombo 250. Свічки запалювання перенесли на зовнішню сторону головки блоку циліндрів, біля вихлопних труб. Це дозволило конструкторам ввести окремі впускні канали для роботи із шістьма двокамерними карбюраторами «Weber». Було застосовано чотири болти кріплення головки блоку циліндрів на циліндр (замість трьох), щоб впоратися з додатковою потужністю.
Згодом ці зміни були зроблені і у двигунах дорожніх автомобілів Ferrari, починаючи з 250 GT SWB і 250 GT Series II Pininfarina.

### 275-та модель
Останнім Ferrari Colombo із 58,8-міліметровим ходом поршня став двигун 275. Це був 3286-кубовий варіант V12 із збільшеним до 77 мм діаметром циліндра і потужністю 296 к. с. (221 кВт).

## 330-та модель
На 400 Superamerica у 1960 році було замінено двигун Lampredi попередньої моделі на двигун Colombo (3967 см³). Він відрізнявся від стандартного ходом поршня 71 мм і діаметром циліндра 77 мм. Двигун розвивав потужність 335 к. с. (250 кВт) та до 395 к.с. (295 кВт) з потрійними карбюраторами «Weber».
Також 330 series 1963 року мали двигун з робочим об'ємом 3967 см³ та ходом і діаметром циліндра як у 400 Superamerica, що розвивав потужність 296 к. с. (221 кВт) і частково відрізнявся. У ньому був більший інтервал між отворами циліндрів, відкриваючи шлях для майбутнього збільшення робочого об'єму. Свічки запалювання були зміщені та використано нову водяну помпу. Генератор постійного струму з попередніх версій було замінено на генератор змінного струму.

## Модифікація з чотирма розподільними валами
Двигун Colombo V12 був суттєво перероблений для 275 GTB/4 1967 року. Він все ще використовував два клапани на циліндр, але тепер також використовувалися подвійні розподільні вали. Відступаючи від попередніх конструкцій двигунів Ferrari, кут нахилу клапана було зменшено на три градуси до 54° для того, щоб зробити головку блока компактнішою. Подвійні розподільні вали також дозволили вирівняти клапани «правильно» (перпендикулярно до розподільного вала) замість зсуву, як було у компонуванні SOHC. Це була конструкція із сухим картером та величезною місткістю 16 л для оливи. Двигун зберіг розмір циліндрів і хід поршнів моделі 275 при робочому об'ємі 3286 см³. На виході було 325 к. с. (243 кВт) при 8000 об/хв і 325 Н·м крутного моменту при 6000 об/хв з шістьма карбюраторами 40 DCN 9 Weber.

## 365-та модель
Двигун 330 Colombo зазнав збільшення робочого об'єму до 4390,35 см³ (діаметр циліндра 81 мм) для 365 California 1966 року, зберігши один кулачковий вал на блок циліндрів і «мокрий» картер системи мащення. Перероблений двигун із чотирма розподільними валами встановлювався на моделях GT/4.
На 365 GTB/4 Daytona був єдиним двигуном серії 365, що мав сухий картер системи мащення.
Застосування:
- 1966–1967 365 California
- 1968–1970 365 GTC, 365 GTS
- 1968–1972 365 GT 2+2
- 1968–1973 365 GTB/4 Daytona, 365 GTS/4 Daytona
- 1971–1972 365 GTC/4
- 1972–1976 365 GT4 2+2

## 400-та і 412-та моделі
Двигун 365 Colombo з мокрим картером і чотирма кулачковими валами знову був збільшений до 4823,16 см³ для моделі 400 1976 року і мав ті ж діаметри циліндрів 81 мм та хід поршня 78 мм. У 1979 році карбюратори типу «Weber» було замінено на Bosch K-Jetronic fuel injection. У 1986 році діаметр циліндрів було збільшено до 82 мм, що забезпечило робочий об'єм 4943,03 см³.
Застосування:
- 1976–1979 400
- 1979–1985 400i
- 1986–1988 412i